# Onmyōdō
Onmyōdō (陰陽道) kan worden vertaald als ‘de weg van Yin en Yang’. Het is een traditioneel Japanse, esoterische kosmologie; een mix als het ware van wetenschap en het occulte. Het is gebaseerd op de filosofie van Wu Xing (Japans: Godai 五大; nl. de vijf elementen) en Yin en Yang, en werd in Japan vooral gezien als een methode om de toekomst te voorspellen. 
Filosofisch gezien focust onmyōdō zich op het identificeren en voorkomen van problemen in het dagelijkse leven. Door de wetten van de natuur te leren begrijpen en door ritualistische praktijk gebaseerd op yin en yang en de vijf elementen, hoopte men met onmyōdō orde in een wereld van chaos te brengen. De filosofie van onmyōdō houdt zich in eerste instantie niet bezig met (het geloof in) een leven na de dood, hoewel het in de praktijk wel enigszins anders verliep.
Onmyōdō heeft zijn wortels in het taoïsme, en meer bepaald in Taoïstische magie.

## Eerste ontwikkelingen
In de vijfde en zesde eeuw kwam vanuit China, samen met het boeddhisme en confucianisme, ook het taoïsme en de leer rond Yin en Yang op in Japan op. Verscheidene Taoïstische opvattingen drongen het Japanse volksgeloof binnen en zowel het religieuze als het filosofische taoïsme hebben invloed gehad op de beleving van de Japanse religies, maar toch heeft het taoïsme in Japan nooit het statuut van een institutionele traditie gekregen.
De vroegste onmyōdō discipline die naar Japan kwam in de zesde eeuw, is wellicht jugondō. Het stond in voor zaken zoals exorcisme, het laten verdwijnen van monsters en geesten en het genezen van ziekten. Jugondō was een zeer ritualistische discipline die Chinese medische praktijken, hypnose en taoïstische spreuken en amuletten gebruikte om een trance te bekomen. In deze trance liepen jugondō beoefenaars over vuur, of goten ze zonder enige pijn kokend water over zich heen.
In onmyōdō komen Yin en Yang, Wu Xing en alle andere verwante studies als het maken van kalenders (rekidō, 暦道), astrologie (tenmondō, 天文道 ) en divinatie samen in een systeem dat tracht de toekomst op de meest duidelijk manier te voorspellen. Het interpreteren van tekenen in de natuur en het voorspellen van geluk of ongeluk werd eerst vooral beoefend door boeddhistische monniken die de Chinese taal beheersten. Na enige tijd kwam er echter interesse vanuit het keizerlijk hof, aangezien onmyōdō een grote hulp zou kunnen zijn bij het maken van belangrijke besluiten. Een gevolg daarvan was dat het noodzakelijk werd geacht dat ook leken onmyōdō onder de knie konden krijgen, wat rond de zevende eeuw het ontstaan van de onmyōji (陰陽師), de officiële beoefenaars van onmyōdō aan het Hof, met zich meebracht.
Met het in voege treden van het Ritsuryō-systeem in de zevende en achtste eeuw, werd het Onmyōryō (陰陽寮; bureau voor religieuze zaken) opgestart. De Onmyōryō droeg onder meer de verantwoordelijkheid voor tenmondō, rekidō, en het overzien van waarzeggerij. Nu was het ook de boeddhistische clerus bij wet verboden astrologie en waarzeggerij te beoefenen, en dus monopoliseerden de aan het Hof verbonden onmyōji alles wat met onmyōdō te maken had.

## Onmyōdō vanaf de Heian periode
Onmyōdō versmolt met andere geloofsovertuigingen, levensbeschouwingen en occultisme en evolueerde zo van geïmporteerde Chinese filosofie naar een syncretisme typisch voor Japan. Het bezit elementen onder andere elementen van feng shui en de medische vorm jukondō. Onmyōdō werd eveneens beïnvloed door het Shintoïsme, dat op zijn beurt ook elementen van onmyōdō overnam.  Vanaf het eind van de achtste eeuw zijn er magische elementen uit het esoterische boeddhisme en de vanuit India afgeleide vorm van astrologie sukuyōdō te vinden.
Vanaf de  Heianperiode, met het versoepelen van het Ritsuryō-systeem en de opkomst van de Fujiwara familie, steeg de vraag voor rituelen om de zielen van overledenen te behagen en wraakzuchtige geesten te bestrijden. Vermits de onmyōji over methoden zouden beschikken om rampen af te weren met hun waarzeggerij en magie, verkregen zij invloed op de Hofadel en consolideerden zij hun macht door te werken voor de Fujiwara familie. Onmyōdō werd ook buiten het Hof meer en meer bekend, en zodoende vormde het zich tot een typisch Japanse ‘kunst’.
De  Heian onmyōji waren specialisten inzake rekidō, tenmondō en divinatie. Ze werden geacht goede en kwade invloeden aan te voelen en waren dus ook belangrijk als het aankwam op het verhuizen van de hoofdstad. Onder de beroemdste onmyōji, vinden we Kamo no Yasunori en Abe no Seimei.

### Kamo no Yasunori en Abe no Seimei

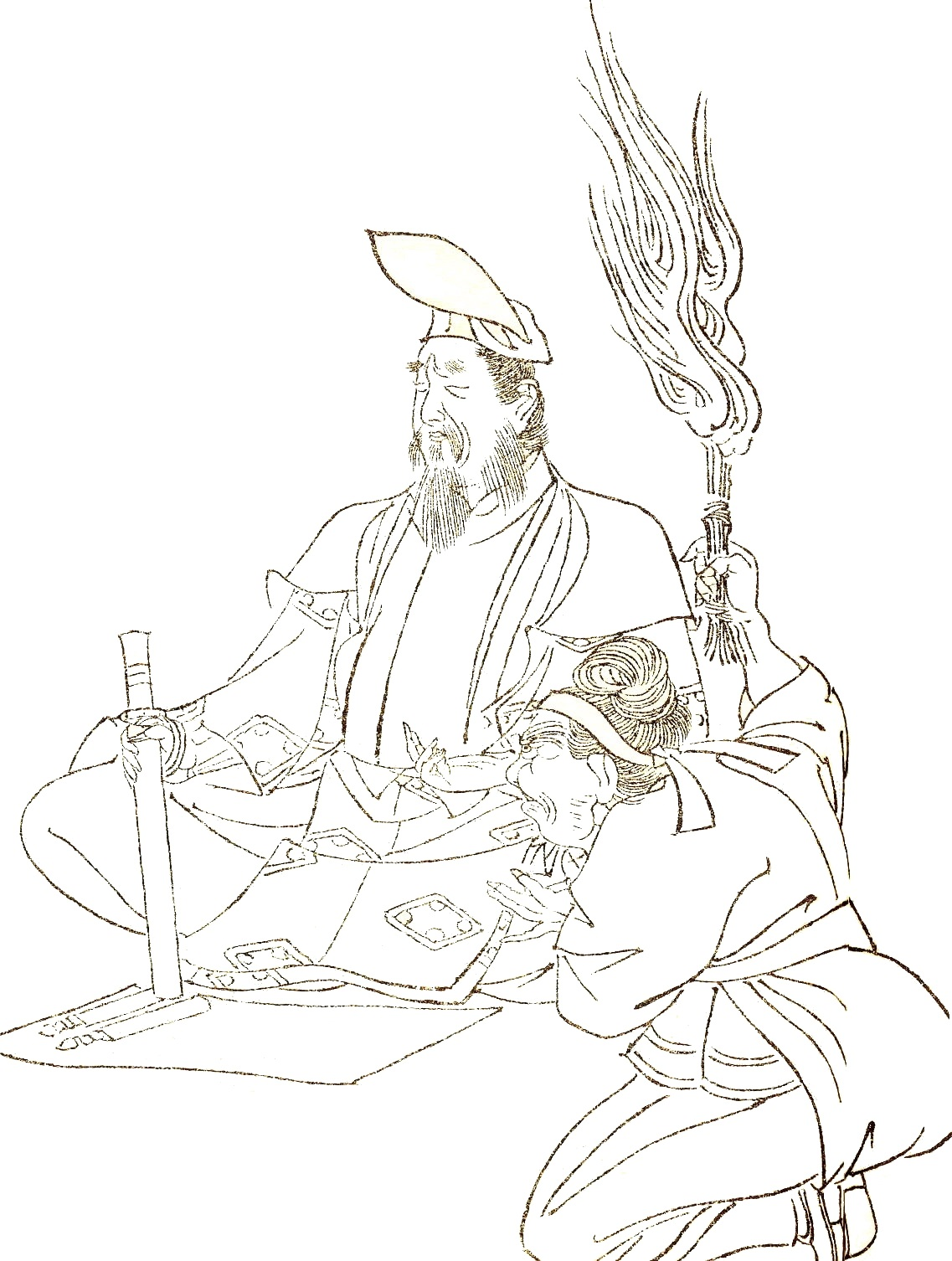
Abe no Seimei

Abe no Seimei werd geboren in 921 in Abeno (Osaka), als zoon van Abe no Masuki, waar na zijn dood ook een schrijn naar hem is gebouwd. Seimei was student van onmyōdō meesters  Kamo no Tadayuki (賀茂忠行) en diens zoon Kamo no Yasunori. 
Na een breuk tussen de twee families nam de Abe familie de astronomie en waarzeggerij over en de Kamo familie kwam in te staan voor rekidō. Seimeis talent was vooral het voorspellen van het geslacht van ongeboren kinderen, alsook het terugvinden van verloren voorwerpen. Seimeis reputatie groeide totdat het Onmyōryō volledig werd beheerst door de Abe clan.

### Teksten
Senji Ryakketsu (占事略决) is geschreven door Abe no Seimei en bevat 36 hoofdstukken, waarvan elk hoofdstuk een methode om de toekomst te voorspellen is. Velen van deze divinatietechnieken hebben te maken met het dagelijkse leven, zoals het voorspellen van het geslacht van een ongeboren kind, het terugvinden van verloren voorweren, en advies over hoe iemand zijn leven best kan leiden.
Kinugyokutoshū (金烏玉兎集), “Het boek over de gouden kraai en het jaden konijn”, is het tweede belangrijke boek voor onmyōdō. De titel van het boek op zich is al een metafoor voor de leer. 金烏 – de gouden kraai – staat voor de zon of Yin en 玉兎 – het jaden konijn – staat voor de maan of Yang. De titel kan dus ook gelezen worden als “Het boek over Yin en Yang”.

## Onmyōdō in de Edo periode

### Organisatie van de onmyōji
Hét kenmerk van onmyōdō in de vroege Edo periode, is dat het een georganiseerd systeem werd onder de Tsuchimikado-familie.
In 1665 werden wetten omtrent tempels, schrijnen en hun priesters uitgevaardigd door het bakufu. Priesters moesten vanaf dan toestemming krijgen van de Yoshida familie om hun ceremoniële gewaden te mogen dragen en dus hun ambt uit te oefenen. De Tsuchimikado familie vroeg aan het bakufu om eenzelfde wet uit te vaardigen met betrekking tot onmyōji, maar die kwam er niet.
Dankzij de shuinjō' (brief met het zegel van de shogun) van Tokugawa Tsunayoshi in 1683, begon de Tsuchimikado familie, die afstammelingen waren van de Abe familie, de positie van onmyōji te monopoliseren.
De Tsuchimikado familie werkte sinds de Heian voor het Keizerlijk Hof, maar de verandering ligt in het feit dat ze nu iedere persoon die aan een vorm van divinatie onder hun bewind wilden plaatsen, ongeacht hun religieuze of levensbeschouwelijke achtergrond. Zij zagen alle religieuze beoefenaars en ‘entertainers’ als onmyōji, en verplichtte hen zich te laten certificeren en vroegen tribuutgeld in de plaats. Zo creëerden ze een nieuwe sociale groep. Onmyōji was nu een term die een sociaal statuut beschreef.
Wie een licentie kreeg van de Tsuchimikado familie, en hen tribuutgeld betaalde, was officieel onmyōji. De onmyōji konden deelnemen aan festivals, gebedsdiensten, rituelen voor goden, en verscheidene divinaties. Maar niet elke onmyōji deed elk van deze onderdelen. Zodra iemand slechts een van deze dingen deed, werd hij als onmyōji gezien en dus verplicht zich een licentie aan te schaffen bij de Tsuchimikado. Later werd zelfs de definitie van wie nu eigenlijk onmyōji was vereenvoudigd tot iemand die de traditionele divinatie technieken toepast en zich houdt aan de wetten van het bakufu, en de regels van de Tsuchimikado family. Hoewel de vroegere definitie zich meer toespitste op wat een onmyōji nu eigenlijk deed, zien we in de nieuwere definitie dat enkel divinatie op de voorgrond treedt. Divinatie was immers hét speciale voorrecht van onmyōji en eenieder die zich daarmee bezighield was verplicht toestemming te vragen aan de Tsuchimikado familie.

### Rekidō
Kalenders hebben altijd deel uitgemaakt van onmyōdō en zijn ook dragers van onmyōdō kennis. Tijdens de Heian periode was rekidō in handen van de Kamo familie, maar geleidelijk aan werden de eigenlijke kalenders zelf ook in de provincies gemaakt. Tijdens de Muromachiperiode werden kalenders geprint en uitgedeeld door rekishi (specialisten inzake kalenders). Zo ontstond een groot aantal verschillende kalenders. Tokugawa Tsunayoshi was degene die begon met de standaardisatie van kalenders.
In 1684 stichtte het Edo bakufu een Tenmongata (天文方, bureau voor astronomie), met Shibukawa Harumi als hoofd, en gaf het de opdracht een jaarlijkse kalender op te richten, een taak die voorheen in handen was van het Onmyōryō. In 1685 vond de Jōkyō Kalender Reformatie plaats en werd de eerste standaard kalender, gemaakt door Shibukawa Harumi, verdeeld over het land.
De Tsuchimikado familie stond in voor de noten die aan het begin van de kalender onder andere aangaven welke dagen fortuinlijk waren, en welke niet. In de realiteit, echter, lieten ze dit werk over aan de Kōtokui familie van  Nara. Deze noten zorgden mee voor een wijdverspreide, hernieuwde kennismaking met onmyōdō. Sommige onderzoekers beweren zelfs dat de ‘gouden eeuw van onmyōdō’ niet de Heianperiode was, zoals meestal wordt gezegd, maar dat die ‘gouden eeuw’ begon met de reformatie van de kalender.

### Tokugawa Ieyasu
Aan het eind van de zestiende eeuw, na de lange oorlogen van de sengoku jidai, waren de Tsuchimikado families de enige onmyōdō families die overbleven. Om hun overleving te garanderen, diende het hoofd van de familie, Tsuchimikado Hisanaka, aan het Hof onder Ōgimachi, Go-Yozei, en onder Toyotomi Hideyoshi en Tokugawa Ieyasu.
Er ontstond een dispuut tussen Hisanaka en Hideyoshi, en Hisanaka ontvluchtte het Hof, maar kwam terug wanneer Tokugawa Ieyasu het overnam. In 1603 werd Ieyasu shogun en de ceremonies die Hisanaka daaromtrent uitvoerde, werden een model voor de ceremonies die later volgden. In 1605 werd Hisanaka gepromoveerd tot jikkonshu (昵懇衆, intimi) en werkte aan Ieyasu’s zijde. De Tsuchimikado familie diende dus de keizer en de shogun op hetzelfde moment.
Het is duidelijk dat, als Ieyasu niet had ingegrepen, en zowel de Kadenokōji (Kamo) familie als de Tsuchimikado familie waren uitgestorven, onmyōdō waarschijnlijk volledig verdwenen zou zijn.

## Onmyōdō in hedendaags Japan
Het onmyōdō van de Tsuchimikado familie werd als bijgeloof veroordeeld en als zodanig in 1870 afgeschaft door het Meiji bestuur, maar Tsuchimikado Noritada greep door de religieuze vrijheid die ontstond na de Tweede Wereldoorlog, de kans om de traditie weer te starten en stichtte zo de Tensha Tsuchimikado Shintō school.
Ondertussen zijn alle beperkingen omtrent onmyōdō tenietgedaan en is het vandaag de dag iedereen weer toegestaan onmyōdō te bestuderen en beoefenen.
Verschillende gebruiken van onmyōdō zijn geleidelijk aan opgenomen door Shintō en boeddhistische tradities en ascetische groepen als bijvoorbeeld shugenja. Onmyōdō als religieus gebeuren op zich is vrijwel opgehouden te bestaan, hoewel de populariteit niet is verdwenen. Er bestaat nog steeds een grote interesse in de wereld van onmyōdō en de magie die erin meespeelt. In de Japanse cultuur heerst een grote affiniteit voor de dood. Er is een complex begrafenisritueel en men heeft zeer veel respect voor de overledenen. Het geloof dat de geesten of entiteiten op aarde kunnen blijven, is nooit heel ver weg geweest en misschien speelt dat ook mee in de interesse die heerst omtrent onmyōdō.
Toekomstvoorspellers doen vandaag de dag nog steeds goede zaken. Zo is bijvoorbeeld Shimo Yoshiko een medium en genezer die een vorm van onmyōdō beoefent. Zij geeft interviews op televisie en heeft een serie boeken gepubliceerd over hoe Japanners hun leven kunnen verbeteren. De hedendaagse Japanse bevolking staan vaak twijfelachtig tegenover religieuze doctrine en instituten, maar dat neemt niet weg dat ze kunnen geloven in het onverklaarbare en bovennatuurlijke. De mens wil immers een verklaring voor het hoe en waarom van dingen die we (nog) niet wetenschappelijk kunnen verklaren.

### Populaire cultuur
Het mysterie omtrent termen als onmyōji en onmyōdō, zorgen voor een grote invloed in films, anime en manga. Abe no Seimei is meestal de populairste invalshoek. Hieronder zien we enkele voorbeelden.
- Hiroshi Aramata schreef in 1985 een fantasy roman, Teito Monogatari, over een fictieve strijd tussen twee onmyōji in Tokyo aan het begin van de 20ste eeuw. De hoofdfiguur in de roman is Yasunori Kato, een onmyōji die het Japanse Rijk wil boycotten, maar zich moet schikken naar de Tsuchimikado familie.
- De roman en latere film Onmyoji is het fictieve verhaal van Abe no Seimei. De populariteit van deze film heeft ook een manga-bewerking opgeleverd.
- Het spel en de anime Harukanaru Toki no Naka de heeft een personanage genaamd Abe no Yasuaki. Yasuaki is een onmyōji en leerling van Abe no Seimei.
- Het hoofdpersonage in de anime serie Magical Shopping Arcade Abenobashi wordt naar een andere wereld getrokken, waar hij onmyōdō studeert bij Abe no Seimei.
- In de anime serie Shōnen Onmyōji traint Abe no Masahiro zichzelf om een betere onmyōji te worden dan zijn beroemde grootvader, Abe no Seimei.
- De manga en anime Onmyō Taisenki draait bijna volledig rond onmyōdō.
- Het spel Final Fantasy Tactics heeft een rol genaamd onmyōji, waarbij je ‘yin-yang magie’ gebruikt om je vijanden te verslaan. In de Engelse release is deze rol vertaald naar ‘Oracle’.
- De hoofdpersonages in horrorgame Kuon zijn allen onmyōji, en de meeste magie, zegels en puzzels zijn gebaseerd op onmyōdō.
- Het spel Ōkami heeft twee personages genaamd Abe en Kamo, gebaseerd op Abe no Seimei en Kamo no Yasunori.
- In het boek ‘The Dream Hunters’, geschreven door Neil Gaiman en geïllustreerd door Yoshitaka Amano, wil een slechte onmyōji een monnik, waarop een Kitsune verliefd werd, vermoorden.